# ミロガバリン
ミロガバリン（英: mirogabalin；商品名 タリージェ、英: Tarlige；開発コード名DS-5565 ）は、第一三共によって開発されたガバペンチノイドである。ガバペンチン、プレガバリンと同じ、ガバペンチノイドに分類される。ミロガバリンは、電位依存性カルシウムチャネルα2δサブユニット（α2δ-1、α2δ-2）に特異的に結合するリガンドで、プレガバリンよりも有意に強く結合する。糖尿病性末梢神経障害性疼痛の治療に関する第II相臨床試験で有望な結果が示された。 
第III相試験結果： 
- 無効：線維筋痛症（ALDAY試験）[3]
- 効果的：帯状疱疹後神経痛（NEUCOURSE試験）
- 有効：糖尿病性末梢性神経障害性疼痛（REDUCER試験）[4]

日本では、末梢神経因性疼痛の治療薬としての販売申請を提出した。この薬は2019年1月に日本で神経因性疼痛および帯状疱疹後神経痛に対して承認された。第3のα2δリガンドと呼ばれている。

## 適応症
- 末梢性神経障害性疼痛（peripheral neuropathic pain: PNP）（2019年1月）

日本を含むアジアにおいて実施した糖尿病性末梢神経障害性疼痛（diabetic peripheral neuropathic pain: DPNP）患者を対象とした第3相臨床試験、および帯状疱疹後神経痛（post-herpetic neuralgia: PHN）患者を対象とした第3相臨床試験の結果に基づき、承認取得、2019年4月15日発売。